# Devet fantov in eno dekle
Devet fantov in eno dekle je vojni roman pisateljice in pesnice Gitice Jakopin. Izšel je leta 1963 pri Zavodu Borec v Ljubljani. Obsega osem poglavij in 45.424 besed. Knjiga je doživela ponatis leta 1978 pri Mladinski knjigi v Ljubljani.
Prečuden cvet je v grapi črni ...

Slovenska partizanska

(Verz z naslovne strani romana)
Pripoved o devetih fantih in enemu dekletu zajema dogodek od začetka druge svetovne vojne, ko so Nemci prejeli in usmrtili prvo odporniško skupinico, ki je na slovenskem ozemlju pripravljala boj proti okupatorju in položila prvi kamen temeljev za osvobajanje. Premike, ki so bistveno vplivali na usodo posameznika in potek zgodovinskega dogajanja, je doživljala kot dekle; ob njih se je naučila prodirati pod površino mišljenj, besed in dejanj v okolju. Hkrati se je že tedaj nagonsko opredelila mimo svojih življenjskih okvirov, ko je stvar zgodnjih pripadnikov odporniškega gibanja na Slovenskem sprejela tudi za svojo in se ji v tej literarni stvaritvi po svoje predala z vsem svojim žarom.
Tragično vojno zgodbo je avtorica zasnovala na dveh ravneh, od katerih je ena objektivno pripovedni opis dogajanja, ki je potegnilo med svoje neizprosno kolesje mlado skupino ilegalcev; druga je izpoved o avtoričini predstavi sveta, ki ga je najprej dojemala še otroško, z občutljivim začudenjem nad premenami okrog sebe, potem s pronicljivim pretipavanjem do nespremenljivih resnic, ob katerih je naglo odraščala. V tesnobnih situacijah ji ni pomagal le pogum, marveč tudi živahni temperament. Svoj domišljijski svet je najmočneje sproščala v opazovanju narave, v kateri je našla popolnost, varnost in mir. V poetičnih prizorih svojih intimnih dialogov z njo, je pripovedovalka izrazno najbolj izbrušena: lepota narave je v njenem delu ravnovesje, ki združuje v varni daljavi trpljenje in obup. Zadržanost tragičnih dogodkov, ki se v zgodbo stekajo posredno z nakazanimi ostrinami, z zabrisano grozo in le sluteno resnico, deluje lirsko, zlasti v zaključku, ki pomeni vrh prevladujoče se liričnosti. Ob enem je avtorica svojo zgodbo združila z izrednim življenjskim optimizmom: pripovedna zgradba se s čustveno razsežnostjo in njeno poanto odpira v vedro potrditev življenja in v večno žive mladosti.

## Zgodba
Zgodba se dogaja v času druge svetovne vojne v kraju ob Savi in je zgrajena iz dveh delov.
Preden se je Ivan poslovil od svojega dekleta Majde, je razmišljal o skrivni operaciji, ki jo bodo izvedli tistega dne. Nato se je odpravil na železniško postajo čakat Angelo, ki naj bi prinesla razstrelivo za njihovo akcijo. A Angela se ni prikazala. Zato se je odpravil proti šotoru, v katerem so se zbirali z uporniškimi prijatelji. Angela se je pripeljala s kasnejšim vlakom, ker se je morala v mestu izogniti zasledovalcu. Na postaji je Ivan ni čakal, zato je odšla v brivnico, da bi za pomoč prosila Milana. A tam je bil ravno nemški vojak, kateremu se je Angela zdela sumljiva. V vsej zmedi, ko se je poskušala rešiti, je pozabila aktovko z razstrelivom na mizi v brivnici, sama pa uspešno prišla do šotora. Tu se je v večernih urah gnetlo devet fantov in eno dekle, starih med šestnajst in enaindvajset let. Zunaj je divjalo neurje. V šotor je skočila Majda in jih opozorila, da jih Nemci že ves dan iščejo. Predlagala jim je, da čim prej zbežijo, a hkrati želela, da bi Ivan ostal z njo. Povedala mu je, da je noseča, on pa se je kljub temu odločil za svoje prepričanje in boj proti okupatorju ter zbežal s fanti in Angelo. Kmalu so jih zajeli nemški vojaki.
V drugem delu zgodbo pripoveduje Metka. Štiri vojake SS so naselili v njihovo hišo, zato je morala Metka spati na zofi v sobi staršev. Starši so se bali, da jih bodo preselili in bodo s tem izgubili vse z garanjem pridobljeno premoženje. Oče je želel, da se Metka uči za izpit iz nemščine, ki so ga morali opraviti vsi otroci, če so želeli nadaljevati šolanje. Metka se ni hotela učiti, zato na izpitu ni znala odgovoriti na vprašanje. Izpit so kljub temu naredili vsi. Čez nekaj dni je proti večeru vojak Müller poklical Metko v uto, da bi pred zbrano družbo odgovorila na težko vprašanje o življenju in smrti. Ko je Metka pravilno odgovorila, se je Müller zelo razveselil, saj je dobil stavo. Polkovnikova pripomba o neumnosti Balkancev je zelo razburila Metkinega očeta, ki je z mize pred sabo z zamahom pometel vse, kar je dosegel.
Nekega jutra se je domov vrnil čisto spremenjen Müller. Ponoči je Metkin oče materi povedal, da so Nemci ujeli devet fantov in eno dekle. Ves dan in vso noč so jih zasliševali in mučili, pa ni nobeden nič povedal. Nato so jih peljali v gozd, kjer so si sami izkopali grob, Nemci pa so jih postrelili vanj. Müller je poveljeval. Eden izmed fantov ni hotel pasti, ustrelili so ga trije, on pa je še kar stal. Zato ga je Müller ustrelil od blizu in preden je padel, ga je fant posmehljivo pogledal. Nato so zravnali tla, da tega groba ne bi nikdar našli. Dopoldne je na kostanju pred hišo pisalo, da bo vsakršno upiranje obstoječemu upravnemu redu takoj kaznovano.

## Kratka obnova ponatisnjene knjige
Zgodba govori o avtoričinem življenju, o njenem dojemanju sveta in dogajanja okrog nje. Zgodba se začne z opisovanjem in predstavljanjem njene družine, okolice. Imela je očeta, ki je bil razočaran nad takratnem dogajanjem in zato vedno bolj slabe volje, ona pa je bila še otrok, ki starševskih problem ni razumel. Ko je bila že malo starejša je opisovala fanta Ivana, ki ji je bil všeč, a je imel drugo dekle Ano. Ivan je bil član uporniške skupinice in z opisovanjem ljubezenske zgodbe med Ano in Ivanom nam pisateljica že da vtis mladih upornikov. Sledi opisovanje zgodbe, ko jo je oče peljal na izpit iz nemščine, ona pa tako rekoč ni veliko znala, ker je nemščina ni zanimala. Zgodba se nadaljuje v frizerskem salonu, kjer so se strigli nemški komandirji in oficirji. V salon pa je prišla zelo sumljiva oficirjem Ivanka, ki pa je bila tisto dekle iz skupine upornikov. Dekle je občutila, je sumljiva generalom, zato je kmalu zapustila salon, v katerem je pozabila torbico z dokumenti. Tako se prepleta še nekaj zgodb, v katerih pisateljica stalno zelo podrobno opisuje dogajanje, okolico, ljudi,... zgodba se konča zelo tragično. Ana, Ivanovo dekle je bila v mestu. Slišala je, da so Nemci odkrili skupino upornikov, ki so se skrivali v šotoru. Šla je do njih in jim povedala za dogajanje v mestu, saj je bila noseča in je hotela rešiti Ivana. Ivan svoje skupine ni mogel izdati, vsi skupaj so mislili skrivaj pobegniti, a jim na žalost ni uspelo. Zgodba s konča tragično: skupino upornikov so Nemci ulovili in vse do zadnjega v opozorilo drugim pobili.

## Literarna zgodovina
Tekst je snovno očitno naslonjen na zgodovinski pripetljaj iz NOB, je pa avtorica snovno predlogo docela transformirala v poetično psihologiziranje, v serije notranjih monologov ipd., tako da zgodovinska pobuda kot literarni učinek zgine. Sporedno miselno poanto doda avtorica romanu z uvodno primerjavo lahkotnosti in lepote življenja v miru z onim, ki so ga morali mladi rodovi živeti v vojnih letih. Roman kaže na nekakšno pripravljalno iskanje izraznih možnosti, ki bi jih pisateljica utegnila kasneje v prozni obliki čisteje realizirati. (Paternu 1967: 311)
Druga izdaja knjige Devet fantov in eno dekle, ki je izšla leta 1978, je precej spremenjena. Zgodba je drugače razporejena po poglavjih, pripoveduje pa jo Gitica Vahčič, ki je zaljubljena v Ivana. Spremenjena pa so tudi imena: Metka postane Gitica, Majda Ana, Angela Ivanka, očetov pomočnik Stanko Maks ... Pojavita pa se tudi dve novi osebi. To sta Aleko, stari hlapec Gitičinih sosedov in posebnež Vinko.